# Microsania alticola
Microsania alticola är en tvåvingeart som beskrevs av Collart 1955. Microsania alticola ingår i släktet Microsania och familjen svampflugor.
Artens utbredningsområde är Kongo. Inga underarter finns listade i Catalogue of Life.